# Philip-Lorca diCorcia
Philip-Lorca diCorcia (Hartford (Connecticut), 1951) is een Amerikaanse fotograaf. 
Philip-Lorca diCorcia wordt beschouwd als een van meest invloedrijke en vernieuwende hedendaagse fotografen. Hij studeerde aan de School of the Museum of Fine Arts in Boston en behaalde in 1979 de titel Master of Fine Arts in Photography aan Yale University. Hij woont en werkt in New York en doceert aan de Yale University in New Haven, Connecticut.
Philip-Lorca diCorcia staat bekend om zijn gestileerde ensceneringen die de grens tussen fictie en werkelijkheid vervagen (zie Geënsceneerde fotografie). Hij maakte naam met "Hustlers", zijn serie over mannelijke prostituees in Los Angeles die hij fotografeerde en evenveel betaalde als ze anders voor hun diensten vroegen. Hustlers bezorgde hem in 1993 ook zijn eerste grote tentoonstelling in het Museum of Modern Art in New York. In Nederland is het werk van Philip-Lorca diCorcia opgenomen in de collectie van Museum De Pont.

## Prijzen
- 2013: III International Photography Award Alcobendas (Spanje)
- 2001: Infinity Award for Applied Photography, International Center of Photography
- 1998: Alfred Eisenstaedt Award, Life Magazine, Style Essay
- 1989: Artist Fellowship, National Endowment for the Arts
- 1987: Guggenheim Fellowship|John Simon Guggenheim Memorial Foundation Fellowship
- 1986: Artist Fellowship, National Endowment for the Arts
- 1980: Artist Fellowship, National Endowment for the Arts

- Bibsys: 3123366
- Biblioteca Nacional de España: XX1333079
- Bibliothèque nationale de France: cb13208074d (data)
- Catàleg d'autoritats de noms i títols de Catalunya: 981058510067606706
- CiNii: DA10141246
- Gemeinsame Normdatei: 119420570
- International Standard Name Identifier: 0000 0000 8412 1539
- Library of Congress Control Number: nr93052571
- Nationale Bibliotheek van Tsjechië: xx0152471
- Nationale Bibliotheek van Israël: 987007424985105171
- Nationale en Universitaire bibliotheek Zagreb: 000452166
- Nederlandse Thesaurus van Auteursnamen: 311756514
- PIC: 18479
- Réseau des bibliothèques de Suisse occidentale: 02-A013468061
- RKD-Nederlands Instituut voor Kunstgeschiedenis: 249226
- LIBRIS: 248094
- SNAC: w6w39nc4
- Système universitaire de documentation: 057575525
- Union List of Artist Names: 500115594
- Virtual International Authority File: 115139658
- WorldCat: E39PBJf8yy8DtFwJWqfmqdtFrq